# Death
Death va ser una banda nord-americana, pionera del death metal. Gènere al qual van donar el nom juntament amb la demo Death Metal de Possessed.
Es va fundar el 1983 pel vocalista, guitarrista i compositor Chuck Schuldiner. La banda es va dissoldre després de la mort d'aquest a finals del 2001 a causa d'una pneumònia associada al càncer.
El 2013 els integrants de l'era del disc Human van tornar a ajuntar-se, per tributar al seu difunt líder Chuck Schuldiner i per fer concerts a favor de la Fundació Sweet Relief a Amèrica i Europa.

## Membres antics
Guitarra
- Rick Rozz (1983-1985, 1987-1989)
- Matt Olivio (1985)
- John Hand (1986)
- James Murphy (1990)
- Paul Masvidal (1990-1992)
- Andy LaRocque (1993)
- Ralph Santolla (1993)
- Bobby Koelble (1995)

Baix elèctric
- Scott Carlson (1985)
- Eric Brecht(1985)
- Steve Digiorgio (1986, 1991, 1993)
- Terry Butler (1987-1990)
- Scott Carino (1991-1992)
- Kelly Conlon (1995)

Bateria
- Kam Lee (1983-1985)
- Chris Reifert (1986-1987)
- Bill Andrews (1987-1990)
- Sean Reinert (1990-1992)
- Gene Hoglan (1993-1995)

## Discografia
LP
- 1987: Scream Bloody Gore
- 1988: Leprosy
- 1990: Spiritual Healing
- 1991: Human
- 1993: Individual Thought Patterns
- 1995: Symbolic
- 1998: The Sound of Perseverance

Directes
- 1984: Live in Florida - Infernal Live
- 1989: Live at Horst
- 1995: Symphonic Technicalogy (Live Bootleg in Japan)
- 2001: Live in L.A. (Death & Raw)
- 2001: Live in Eindhoven '98

Recopilatoris
- 1992: Fate: The Best of Death (1992)
- 2004: Chuck Schuldiner: Zero Tolerance (2004)
- 2004: Chuck Schuldiner: Zero Tolerance II (2004)

Demos
- 1984: Death by Metal (Mantas)
- 1984: Reign of Terror
- 1985: Infernal Death
- 1985: Back from the Dead
- 1985: Mutilation

Senzills
- 1989: "Born Dead"
- 1989: "Pull the Plug"
- 1990: "Altering the Future"
- 1991: "Lack of Comprehension"
- 1993: "The Philosopher"
- 1995: "Empty Words"
- 1995: "Sacred Serenity"
- 1995: "Crystal Mountain"
- 1998: "Scavenger of Human Sorrow"
- 1998: "Spirit Crusher"
- 1998: "Voice of the Soul"

DVD i VHS
- 1989: The Ultimate Revenge 2, VHS
- 1999: Picture Disc Boxset, Boxed Set
- 2001: Live in L.A. (Death & Raw), DVD
- 2001: Live in Eindhoven '98, DVD